# 渡久雄
渡 久雄（わたり ひさお、1885年（明治18年）10月7日 - 1939年（昭和14年）1月2日）は、日本の陸軍軍人。最終階級は陸軍中将。

## 経歴
東京府出身。元老院議官となる渡正元の三男として生まれる。東京府立四中卒業を経て、1905年（明治38年）3月、陸軍士官学校（17期）を卒業、翌月、歩兵少尉に任官し近衛歩兵第3連隊付となる。近衛歩兵第4連隊付、参謀本部付勤務などを経て、1913年（大正2年）11月、陸軍大学校（25期）を優等で卒業した。
1915年（大正4年）5月、陸軍省軍務局付勤務となり、軍務局課員、イギリス駐在、アメリカ駐在、アメリカ大使館付武官補佐官、参謀本部員を歴任。1920年（大正9年）8月、歩兵少佐に昇進。1924年（大正13年）8月、歩兵中佐に進級。1925年（大正14年）8月、支那駐屯軍参謀に就任し、歩兵第38連隊付を経てアメリカ大使館付武官となり、1928年（昭和3年）8月、歩兵大佐に昇進。1930年（昭和5年）6月、参謀本部付となり、参謀本部課長時代には、リットン調査団の立会いに随行する。1932年（昭和7年）8月、歩兵第1連隊長を経て、1933年（昭和8年）8月、陸軍少将に進級し歩兵第6旅団長に就任。
1934年（昭和9年）8月、第9師団司令部付となり、第1師団司令部付、近衛師団司令部付、参謀本部第2部長を歴任。1937年（昭和12年）3月、陸軍中将に進んだ。同年7月、参謀本部付に転じ、留守第12師団長を経て、1938年（昭和13年）7月、第11師団長に親補された。同年12月に病に罹り、翌年1月、密山で死去した。

## 栄典
- 1914年（大正3年）5月16日 - 勲五等瑞宝章[4]
- 1939年（昭和14年）1月2日 - 正四位[5]

## 親族
- 兄 渡干城（武州銀行株式会社東京支店支配人）
- 弟 渡左近（陸軍中将）・渡正監（内務官僚）
- 伊達宗敦（華族、男爵）
- 浅田徳則（貴族院勅撰議員）
- 笠井庄兵衞（東京府会議員，東京市会議員）